# Ischasia feuilleti
Ischasia feuilleti är en skalbaggsart som beskrevs av Peñaherrera och Tavakilian 2003. Ischasia feuilleti ingår i släktet Ischasia och familjen långhorningar. Inga underarter finns listade i Catalogue of Life.